# Frontière (film, 1935)

Frontière (Граница, Granitsa) est un film de 1935 réalisé par Mikhaïl Doubson et sorti en 1935.

## Synopsis
Le film se déroule dans le shtetl polonais de Dudino, à quelques kilomètres de la frontière soviétique. Le riche Novik divise pour régner et oppose ouvriers polonais et artisans juifs. Mais deux communistes travaillent à faire évoluer les choses et la conscience des masses, et l'un d'entre eux se fait emprisonner pour propagande communiste. L'autre obtient le soutien des ouvriers polonais et des artisans juifs, malgré les efforts du rabbin qui veut les faire participer à un rituel sordide au cimetière.

## Fiche technique
- Titre français : Frontière
- Autre titre : La Frontière : Le Vieux Dudino
- Titre original : Granitsa (Граница)
- Réalisation : Mikhaïl Doubson
- Scénario : Mikhaïl Doubson
- Décoration : Efim Khiguer, Isaac Makhlis
- Direction de la photographie : Vladimir Rapoport (en)
- Musique : Lev Pulver
- Production : Lenfilm
- Son : Mono
- Image : Noir et blanc
- Durée : 85 minutes
- Sortie 
  -  Union soviétique : 25 septembre 1935
  -  Finlande : 28 avril 1950
- Archivage : Gosfilmofond

## Distribution
- Nikolaï Tcherkassov
- Elena Granovskaïa
- Benjamin Zuskin (en)
- Emil Gal
- Boris Poslavsky
- Vassili Toporkov
- Efim Altus
- Vera Bakoune
- Sergueï Guerassimov
- Piotr Kirillov
- Leonid Kmit
- Gueorgui Orlov
- Nikolaï Valiano

## Production
- Le film devait initialement sortir en 1933, mais il fut censuré. Dubson retravailla le scénario (réduisant le fil narratif concernant l'épidémie), rajouta des personnages de travailleurs, donna un ton plus optimiste et souligna la conscience politique du personnage principal, ce qui permit au film de sortir deux années plus tard[1],[2].

## Musique
Le film utilise la musique et les nigounim (musique vocale juive souvent sans paroles).

## Critiques
- L’auteur se fait transporter dans le monde « spirituel », où l’on passe du dur terrain du réalisme à celui, marécageux, du mysticisme. Dans le « couronnement noir », il est moins attiré par la possibilité de montrer de manière réaliste le fanatisme d’un abominable rite religieux que l’esthétique de cérémonial horrible, la souffrance exotique née d’une situation très particulière… » Alexandre Matcheret, Naissance d'un maître, Kino, 4 juin 1935[4]
- « This film, virtually unknown for many years, is now coming to be regarded as one of the best works of Jewish cinema made under the Soviet regime.  While its simple and honest portrayal of life in a Jewish shtetl makes it unique for its time, Dubson's attitude toward this culture is difficult to ascertain » White Russian Black Russian, Race And Ethnicity In Russian Cinema
- « Deliberatly paced, shot mainly in close-up, and accompanied by Lev Pulver's spare, eloquent score (the source of many innovative sound bridges), The Border achieves a kind of voluptuous stasis. The compositions are strong, the figures skilfully modelled by light. »

Inside the Film Factory: New Approaches to Russian and Soviet Cinema, Ian Christie, Professor Richard 
- « Most importantlyfor the survival of the film, Maxim Gorky highly praised Border: “It is a great work... Everybody plays remarkably well. The types are like Chinese figures carved out of bones... Excellent ending: the guardsare being beatenwhile someone plays an accordion... It has lots of humor, and it is poignant, touchinghumor. I consider this piece as good as Chapayev. Maybe its social meaning even higher...” » Anatoliy Klots, Polish Shtetl Through The Soviet Eyes: Mikhail Dubson’ Border (Old Dudino)